# Vườn quốc gia Sembilang
Vườn quốc gia Sembilang là một vườn quốc gia rộng 2.051 km² dọc theo bờ biển phía đông của Sumatra, Indonesia. Nó bao gồm chủ yếu là các rừng đầm lầy than bùn, giống như vườn quốc gia Berbak lân cận và cả hai vườn quốc gia này đều là những vùng đất ngập nước có tầm quan trọng quốc tế theo Công ước Ramsar. Sembilang được coi là có nơi có cộng đồng chim biển phức tạp nhất trên thế giới, với 213 loài được ghi nhận, và là nơi hỗ trợ cho đàn cò lạo xám lớn nhất thế giới sinh sản. Từ Palembang đến Sembilang cần một giờ lái xe cộng với một giờ rưỡi đi thuyền và sau đó là một giờ nữa đi bộ.

## Động thực vật
Khoảng một nửa diện tích của nó được bao phủ bởi rừng ngập mặn, trong khi phần còn lại được bao phủ bởi rừng đầm lầy than bùn, rừng nhiệt đới đất thấp, bãi bùn, rừng đầm lầy nước ngọt và rừng ven sông.
Vườn quốc gia này cung cấp môi trường sống cho 53 loài động vật có vú, bao gồm hổ Sumatra, voi Sumatra, heo vòi Mã Lai, vượn tay đen, vượn mực, báo gấm Sunda, mèo gấm, gấu chó và khỉ đuôi lợn phương nam. Các con sông của vườn quốc gia là nơi sinh sống của hơn 140 loài cá và 38 loài cua, cũng như các loài bị đe dọa gồm rái cá thường, rái cá lông mượt, rùa khổng lồ Malaysia, rùa hộp Amboina, rùa mai châu Á, cá heo không vây và cá heo Irrawaddy.
Trong vườn quốc gia là nơi sinh sản lớn nhất thế giới của loài cò lạo xám và cũng là một trong những thuộc địa lớn nhất của loài già đẫy Java. Các loài chim đáng chú ý khác gồm cò Storm, ngan cánh trắng, choắt lớn mỏ vàng, rẽ mỏ cong hông nâu. Tổng số các loài chim của vườn quốc gia ước tính lên đến một triệu con, trong khi vào mùa đông có tới 100.000 con chim di cư dừng lại đây nghỉ ngơi.